# Rahmatou Keïta
Pour les articles homonymes, voir Keita.
Rahmatou Keïta  est une journaliste et réalisatrice nigérienne, née en 1957[réf. nécessaire].

## Biographie

### Famille
Sahélienne née au Niger, elle est peuhl, songhaï et mandingue. Sa tante paternelle fut sultane de Zinder ayant épousé le sultan de Zinder.
Divorcée du journaliste Antoine Silber, elle est la mère de l'actrice Magaajyia Silberfeld, née à Paris en 1996.

### Carrière
Après des études de philosophie et de linguistique à Paris, elle s’y installe et commence une carrière de journaliste dans la presse écrite et la radio, sur France Inter dans l'émission de Daniel Mermet intitulée « Si par hasard, au piano bar », avant de travailler à la télévision. 
Chroniqueuse, présentatrice de journal télévisé, animatrice d’émission et reporter, elle a travaillé pour des chaînes de télévision françaises et internationales, dont le magazine culturel d’Antenne 2, L'Assiette anglaise.
En 2009, elle est présidente d'honneur du Festival du film panafricain.
En 2010, Al'lèèssi, son documentaire consacré aux pionniers du cinéma africain, sort dans les salles françaises, après avoir été présenté à Cannes en 2005. 
En 2012, sur RFI, elle est présentée comme la première journaliste issue de la « minorité visible »,.

## Critiques
En 2017, sa défense du bilan du dirigeant déchu du Zimbabwe, Robert Mugabe, face au journaliste Pierre Haski dans un débat sur TV5 Monde, entraîne une controverse.

## Filmographie
- 1990[10] : Djassaree - documentaire, 13 min (ORTN - Niger)
- 1993-1997 : Femmes d'Afrique (série 26 × 26 min) émission sur plusieurs chaînes de télévision nationales en Afrique
- 1999 : Le Nerf de la douleur - documentaire 26 min (Sonrhay Empire Productions / ORTN - Niger)
- 2000 : Une journée à l'école Gustave-Doré documentaire 12 min (Sonrhay Empire Productions)
- 2001 : Les États généraux de la psychanalyse documentaire 90 min
- 2003 : Al'lèèssi... une actrice africaine[11],[12] - documentaire, 70 min
- 2014 : L'Alliance (Jìn'naariyâ!)[13] court métrage, 12 min (Meilleur court métrage au Festival du film africain d'Arusha en Tanzanie)
- 2016 : L'Alliance d'or (Zin'naariyâ!)[14] - long métrage, 96 min (Sonrhay Empire Productions)